# 한국병원약사회
한국병원약사회(韓國病院藥師會, Korean Society of Health-System Pharmacists)는 병원에 고용되어 근무하는 약사들의 권익향상을 위해 설립된 이익단체이다. 서울특별시 서초구 서초중앙로2길 42에 위치하고 있다.

## 설립목적 및 연혁
1981년 10월, 한국병원약사회는 병원약사 대표 직능단체로서 병원약사 전문성 강화, 병원약제업무 표준화 및 질 향상, 병원약학 연구 등을 통해 국민건강증진에 기여하고자 설립되었다. 1983년부터 회원관리 및 정기학술대회를 시작하였고, 1984년부터 병원약사회지를 발간하고 있다. 2003년 11월 보건복지부 산하단체로 법인 설립 인가를 받았다. 2011년 재단법인 병원약학교육연구원을 설립하였다.

## 주요 활동
병원약사의 자질 향상 및 전문성 강화를 위한 다양한 교육 및 학술활동, 병원약제업무 표준화 및 질 향상을 위한 정책 수립, 병원약학 연구, 약대 6년제 시행에 따른 약대학생 실무실습교육, 회원 권익 보호 및 신장, 사회참여 및 봉사활동 확대 등이다.

## 조직 규모
대의원총회·회장·감사·이사회·상임이사회의 기구로 구성된다. 하부 조직으로 18개 상임위원회, 지부장협의회, 자문위원회, 회장단회, 사무국이 있고, 산하 기관으로 8개 지부가 있다. 임원은 회장 1명, 부회장 8명, 위원장 18명, 지부장 8명이고, 회원은 3천여명이다.